# Floricienta 2
Floricienta 2 è la colonna sonora della seconda stagione della telenovela argentina Flor - Speciale come te, pubblicato il 6 aprile 2005 in Argentina e successivamente in Israele e Messico.
Tutti i testi sono stati scritti da Cris Morena. Fu pubblicato per l'etichetta EMI. Il disco ha venduto quota 120 000 copie in Argentina.

## Tracce
1. Florencia Bertotti – Corazones al viento – 2:52 (Cris Morena e Marcelo Wengrovski)
2. Florencia Bertotti e Fabio Di Tomaso – Cosas que odio de vos – 3:18 (Cris Morena e Marcelo Wengrovski)
3. Florencia Bertotti – Flores amarillas – 3:43 (Cris Morena e Marcelo Wengrovski)
4. Florencia Bertotti – ¿Qué esconde el Conde? – 3:08 (Cris Morena e Marcelo Wengrovski)
5. Benjamín Rojas – Desde que te vi – 4:04 (Cris Morena e Marcelo Wengrovski)
6. Florencia Bertotti – Ding dong – 3:07 (Cris Morena e Marcelo Wengrovski)
7. Florencia Bertotti – Un enorme dragón – 3:37 (Cris Morena e Marcelo Wengrovski)
8. Isabel Macedo – Caprichos – 3:20 (Cris Morena e Marcelo Wengrovski)
9. Florencia Bertotti – Vos podés – 2:48 (Cris Morena e Marcelo Wengrovski)
10. Florencia Bertotti – Te siento – 3:08 (Cris Morena e Marcelo Wengrovski)
11. Florencia Bertotti, Diego Child e Nicolás Maiques – A bailar – 3:17 (Cris Morena e Marcelo Wengrovski)
12. Florencia Bertotti – Hay un cuento – 3:08 (Cris Morena e Marcelo Wengrovski)

## Formazione
- Florencia Bertotti – voce
- Benjamín Rojas – voce
- Isabel Macedo – voce
- Fabio Di Tomaso – voce
- Diego Child – voce
- Nicolás Maiques – voce